# 福田ドクトリン

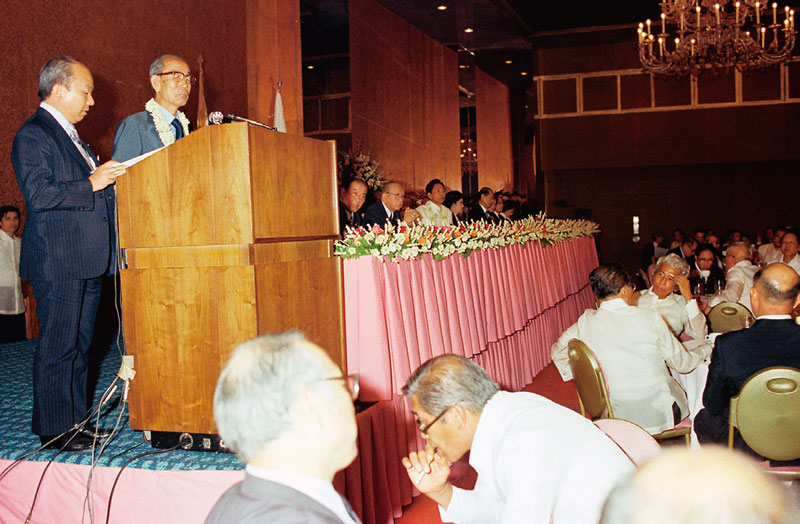
福田ドクトリンを表明する福田赳夫

福田ドクトリン（ふくだドクトリン）とは、1977年8月に当時の日本国内閣総理大臣である福田赳夫が東南アジア歴訪の際に、フィリピン・マニラで表明した東南アジア外交3原則の事。

## 内容
- 日本は軍事大国とならず世界の平和と繁栄に貢献する。
- 東南アジア諸国連合（ASEAN）各国と心と心の触れあう信頼関係を構築する。
- 日本とASEANは対等なパートナーであり、日本はASEAN諸国の平和と繁栄に寄与する。